# Бахари, Мохамед
Мохамед Бахари (араб. محمد بهاري‎, 29 июня 1976, Сиди-Бель-Аббес) — алжирский боксёр, бронзовый призёр Олимпийских игр 1996 года в весе до 75 кг.
В 1995 году стал чемпионом Всеафриканских игр в Хараре.
Во время олимпийского турнира в Атланте одержал победы над представителем Барбадоса Маркусом Томасом, грузином Акакием Кикауридзе и ирландцем Брайаном Маги, уступив при равном счёте в полуфинале турку Малику Бейроглу. Третью ступень пьедестала разделил с американцем Роши Уэллсом.
В 1999 году вновь выиграл Всеафриканские игры, но уже в более тяжёлой весовой категории до 81 кг.
В 2003—2004 годах провёл 7 боёв на профессиональном ринге, из которых 3 выиграл, 2 — проиграл и 2 завершил вничью.